# Coomanister scrobipygum
Coomanister scrobipygum är en skalbaggsart som först beskrevs av Cooman 1932.  Coomanister scrobipygum ingår i släktet Coomanister och familjen stumpbaggar. Inga underarter finns listade i Catalogue of Life.